# Sven Åström
Sven Åström – szwedzki biegacz narciarski uczestniczący w zawodach w latach 20. XX wieku.
Brał udział w Mistrzostwach Świata w Narciarstwie Klasycznym 1926 w Lahti. Zajął tam 5. miejsce w biegu na 30 km.